# Хачатрян, Лейли Вагинаковна
Лейли Вагинаковна Хачатрян (Лейла Вадимовна Хачатурян; 2 мая 1930, Краснодар, РСФСР — 30 апреля 2015, Ереван, Армения) — советская и армянская театральная актриса, артистка Ереванского государственного академического русского драматического театра им. К. С. Станиславского. Народная артистка Армении (2003).

## Биография
Получила музыкальное образование, продолжила учёбу сначала в Щукинском училище при Вахтанговском театре в Москве. В 1956 г. окончила актёрский факультет Ереванского художественно-театрального института, мастерскую народного артиста СССР Вагарша Вагаршяна. Была сокурсницей народного артиста СССР Фрунзе Мкртчяна.
С 1956 г. работала в Ереванском русском государственном театре им. К.Станиславского.
Сыграла более 100 ролей. Среди них: Голда («Поминальная молитва»), Матильда («Ох эти французские штучки»), Турусина («На всякого мудреца довольно простоты»), графиня Хлестова («Горе от ума»), Александры Дмитриевны («При чужих свечах»), няни Сабет («Княгиня павшей крепости»), Хахо («Разоренный очаг») и другие. Преподавала в актёрской студи при театре им. К. С. Станиславского.
29 января 1998 года была принята в гражданство Российской Федерации

## Семья
Первый супруг — художник Рафаэль Бабаян.
Второй супруг — актёр Геннадий Коротков.
Дядя — композитор Арам Хачатурян.
Кузены — Эмин Хачатурян — дирижёр, Карэн Хачатурян — композитор.

## Награды и звания
- Орден Святого Месропа Маштоца (1995).
- Медаль Мовсеса Хоренаци (1999).
- Орден «Знак Почёта» (23 марта 1976).
- Медаль «В ознаменование 100-летия со дня рождения Владимира Ильича Ленина» (1977).
- Медаль «Ветеран труда» (1986).
- Народная артистка Армении (2003).
- Заслуженная артистка Армянской ССР (1978).
- Золотая медаль Министерства культуры Республики Армения (2006).
- Одной из первых получила премию «Артавазд» в номинации «Честь и достоинство» за многолетний труд и большой вклад в сценическое искусство (2000 г.).